# توماس جي. نيلسون
توماس جي. نيلسون (بالإنجليزية: Thomas G. Nelson)‏ هو قاضي أمريكي، ولد في 14 نوفمبر 1936 في أيداهو فولز في الولايات المتحدة، وتوفي في 4 مايو 2011 في بويسي في الولايات المتحدة.

## وصلات خارجية
- توماس جي. نيلسون على موقع إن إن دي بي (الإنجليزية)